# کارتون سالون
کارتون سالون یک استودیوی فیلم و انیمیشن ایرلندی مستقر در کیلکنی است که خدمات تصویرسازی، طراحی، فیلم و تلویزیون را ارائه می‌دهد. این استودیو بیشتر به خاطر فیلم‌های انیمیشنی خود یعنی Secret of Kells، ترانه دریا و نان آور معروف است. آثار آنها چهار نامزد جایزه اسکار دریافت کرده‌اند، سه مورد برای بهترین ویژگی‌های انیمیشن و دیگری بهترین فیلم کوتاه انیمیشن (بعد از ظهر دیر). این شرکت همچنین سری کارتون اسکانک فو و پفین راک را تولید کرد.